# Hibrid szivarfa

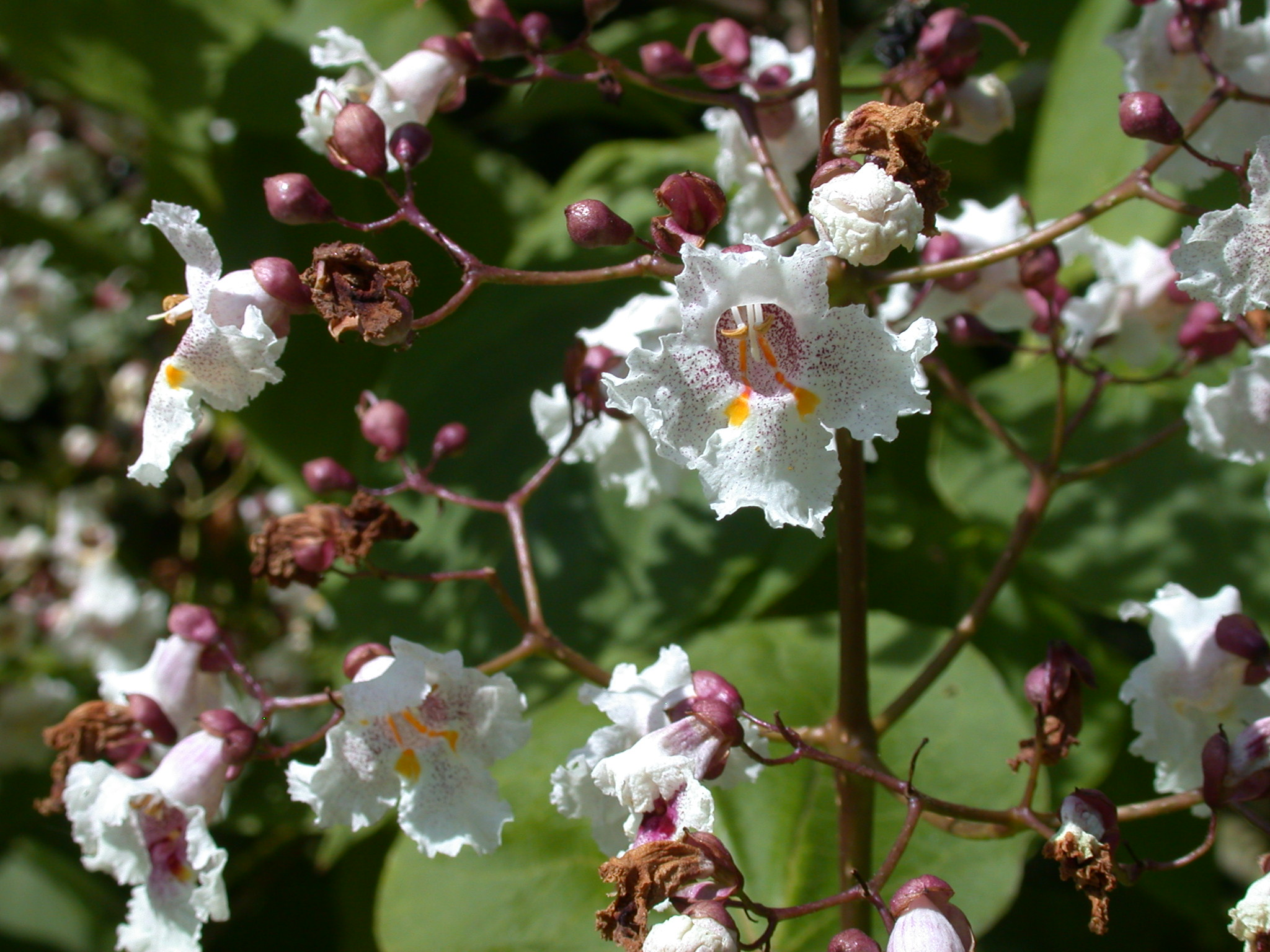
Catalpa x erubescens 'Purpurea' virága

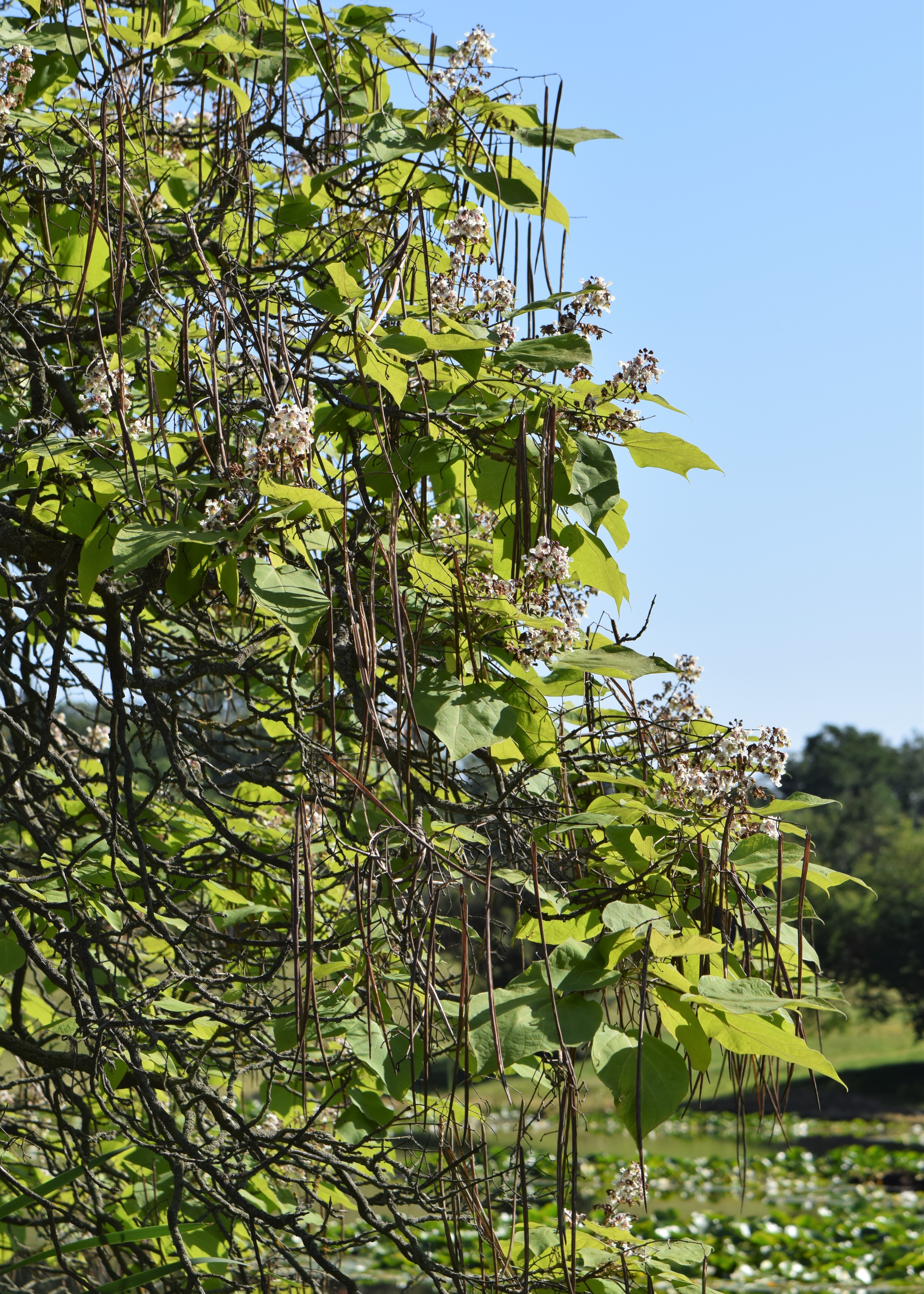
Termése Berlin Steglitz–Zehlendorf városrészében (Dahlem kerület, botanikus kertjében)

A hibrid szivarfa (Catalpa x erubescens) az ajakosvirágúak (Lamiales) rendjébe sorolt a szivarfafélék (Bignoniaceae) családjában a szivarfa (Catalpa) nemzetség mesterséges faja.

## Származása, elterjedése
1874-ben nemesítette Indiana államban J. C. Teas nemesítette ki az Amerikában honos szívlevelű szivarfa (Catalpa bignonioides) és a kínai karéjos levelű szivarfa (Catalpa ovata) keresztezésével. A hibridet már ez előtt a keresztezés előtt, 1869-ben leírta Élie-Abel Carrière, az általa ismertetett példány azonban valószínűleg soha nem került piaci forgalomba.

## Megjelenése, felépítése
Mintegy 20 m magasra nő meg. Koronája meglehetősen nyitott, a törzse gyakran görbe. Szürkésbarna kérge a pompás szivarfáéhoz (Catalpa speciosa) hasonlóan mélyen bordás.
A szívlevelű szivarfáéhoz hasonló, sötétzöld, széles vállú leveleinél nem ritkán akár 35 cm-sre is megnőnek úgy, hogy közel olyan szélesek, mint amilyen hosszúak. Az idősebb példányok levelein gyakran kis oldalkaréjokat láthatunk.
Fehéres, laza bugákban nyíló bugái rendkívül illatusak.
Mintegy 40 cm-esre nyúló, lecsüngő tokterméseit sűrűn borítják a repítőszőrök.

## Életmódja, termőhelye
Lombhullató. Virágai a szívlevelű szivarfa virágainál kissé később nyílnak.

## Fajták, változatok
- A Catalpa x erubescens 'Purpurea' virágai sűrűn bíborfoltosak és emiatt lilás árnyalatúak. Sötétzöld levelei fiatalon más szivarfák leveleinél intenzívebben feketésvörös árnyalatúak. A levelek az alapfajokéinál kisebbek és fakóbbak; sok közülük mindvégig vöröses árnyalatú marad,miként a levélnyelek is. Ritka.[1]